# Pesquisas eleitorais para as eleições gerais de 2018 na Itália
Esta é uma página contendo as pesquisas de opinião (sondagens) da eleições gerais na Itália em 2018. Apenas pesquisas de institutos independentes e relevantes foram listadas.

## Resultado das pesquisas de opinião / sondagens eleitorais
| Instituto           | Data       | Entrevis- tados | Coalizão de Centro-Esquerda | Coalizão de Centro-Esquerda | Coalizão de Centro-Esquerda | Coalizão de Centro-Esquerda | Coalizão de Centro-Esquerda | Coalizão de Centro-Direita | Coalizão de Centro-Direita | Coalizão de Centro-Direita | Coalizão de Centro-Direita | Coalizão de Centro-Direita | M5S   | Livre e Igual | Poder ao Povo | CasaPound | Outros |
| ------------------- | ---------- | --------------- | --------------------------- | --------------------------- | --------------------------- | --------------------------- | --------------------------- | -------------------------- | -------------------------- | -------------------------- | -------------------------- | -------------------------- | ----- | ------------- | ------------- | --------- | ------ |
| Instituto           | Data       | Entrevis- tados |                             |                             |                             |                             |                             |                            |                            |                            |                            |                            | M5S   | Livre e Igual | Poder ao Povo | CasaPound | Outros |
| Instituto           | Data       | Entrevis- tados | PD                          | +E                          | Juntos                      | Cívico Popular              | Soma (CE)                   | FI                         | LN                         | FdL                        | Nós com a Itália           | Soma (CD)                  | M5S   | Livre e Igual | Poder ao Povo | CasaPound | Outros |
| Instituto           | Data       | Entrevis- tados |                             |                             |                             |                             |                             |                            |                            |                            |                            |                            |       |               |               |           |        |
| Piepoli             | 13/02      | -               | 25%                         | 2,5%                        | 1%                          | 0,5%                        | 29%                         | 16%                        | 13%                        | 5%                         | 2,5%                       | 36,5%                      | 27%   | 6%            | -             | 0,5%      | 1%     |
| IPR                 | 13/02      | -               | 22%                         | 2,8%                        | 1%                          | 2%                          | 27,8%                       | 16,5%                      | 14,5%                      | 4,5%                       | 3%                         | 38,5%                      | 28,5% | 4,5%          | 1%            | 0,5%      | -      |
| Demetra             | 05 - 14/02 | 6.006           | 23,7%                       | 2,6%                        | 0,5%                        | 0,6%                        | 27,4%                       | 15%                        | 14,7%                      | 4,4%                       | 0,6%                       | 34,7%                      | 29,4% | 5,3%          | 1,3%          | 0,6%      | 1,3%   |
| SWG                 | 12 - 14/02 | 2.000           | 23,5%                       | 2,9%                        | 0,8%                        | 1%                          | 28,2%                       | 15,2%                      | 13,4%                      | 4,4%                       | 2,2%                       | 35,2%                      | 28,3% | 5,9%          | 0,9%          | -         | 1,5%   |
| Index               | 12 - 14/02 | 800             | 22,8%                       | 2,2%                        | 1%                          | 1,2%                        | 27,2%                       | 16,4%                      | 13,8%                      | 4,9%                       | 2,4%                       | 37,5%                      | 27,6% | 5,9%          | -             | -         | 1,8%   |
| Ixé                 | 12 - 14/02 | 1.000           | 21,5%                       | 3,5%                        | 0,6%                        | 0,7%                        | 26,3%                       | 18%                        | 10,8%                      | 4,7%                       | 1,8%                       | 35,3%                      | 28,1% | 6%            | 2%            | -         | 2,3%   |
| Demos               | 12 - 14/02 | 1.014           | 21,9%                       | 3,5%                        | -                           | -                           | 25,4%                       | 16,3%                      | 13,2%                      | 4,8%                       | -                          | 34,3%                      | 27,8% | 6,1%          | 2%            | -         | 6,4%   |
| Piepoli             | 13 - 14/02 | 505             | 24,5%                       | 3%                          | 1%                          | 0,5%                        | 29%                         | 16%                        | 13%                        | 5%                         | 3%                         | 37%                        | 27%   | 6%            | -             | 0,5%      | 0,5%   |
| Euromedia           | 14/02      | 800             | 22,1%                       | 2,3%                        | 0,8%                        | 0,5%                        | 25,7%                       | 17,3%                      | 14,2%                      | 4,8%                       | 2,3%                       | 38,6%                      | 26,8% | 5,8%          | -             | 0,6%      | 2,1%   |
| Demopolis           | 14 - 15/02 | 2.000           | 22,5%                       | 2,5%                        | 2%                          | 2%                          | 27%                         | 16,5%                      | 14,2%                      | 5%                         | 2,3%                       | 38%                        | 28%   | 6%            | -             | -         | 1%     |
| Termometro Politico | 12 - 16/02 | 4.500           | 21,3%                       | 2,8%                        | 0,9%                        | 0,9%                        | 25,9%                       | 15,9%                      | 14,8%                      | 5%                         | 1,8%                       | 37,5%                      | 26,3% | 5,3%          | 1,7%          | 1,8%      | 1,5%   |

## Projeção de assentos

### Câmara dos Deputados
| Instituto | Data          | Coalizão de Centro-Esquerda | Coalizão de Centro-Direita | M5S       | Livre e Igual | Outros |
| --------- | ------------- | --------------------------- | -------------------------- | --------- | ------------- | ------ |
| Instituto | Data          |                             |                            |           |               |        |
| YouTrend  | 25/01         | 147                         | 288                        | 155       | 28            | -      |
| Piepoli   | 25/01         | 162                         | 268                        | 159       | 29            | -      |
| Ixè       | 29/01 - 01/02 | 134                         | 290                        | 172       | 30            | 4      |
| YouTrend  | 02/02         | 153                         | 284                        | 156       | 25            | -      |
| Ixè       | 07/02         | 143                         | 296                        | 161       | 26            | 4      |
| Index     | 08/02         | 156                         | 294                        | 143       | 25            | -      |
| Ixè       | 12 - 14/02    | 123 - 141                   | 264 - 297                  | 132 - 182 | 24            | 4 - 69 |
| Piepoli   | 12 - 14/02    | 166                         | 281                        | 145       | 26            | -      |
| Euromedia | 14/02         | 156                         | 273                        | 134       | 26            | 28     |
| Index     | 15/02         | 151                         | 295                        | 147       | 25            | -      |

### Senado da República
| Instituto | Data       | Coalizão de Centro-Esquerda | Coalizão de Centro-Direita | M5S | Livre e Igual | Outros |
| --------- | ---------- | --------------------------- | -------------------------- | --- | ------------- | ------ |
| Instituto | Data       |                             |                            |     |               |        |
| YouTrend  | 25/01      | 81                          | 136                        | 81  | 11            | -      |
| Ixè       | 07/02      | 68                          | 154                        | 80  | 11            | 2      |
| Piepoli   | 13 - 14/02 | 92                          | 134                        | 72  | 11            | -      |